# Rehia nervata
Rehia nervata là một loài thực vật có hoa trong họ Hòa thảo. Loài này được Fijten miêu tả khoa học đầu tiên năm 1975.